# Den enogfyrretyvende
Den enogfyrretyvende eller Den 41. (russisk: Сорок первый, translit.: Sorok Pervyj) er en sovjetisk spillefilm fra 1956 produceret af Mosfilm og instrueret af Grigorij Tjukhraj.
Den er baseret på en roman af Boris Lavrenyov med samme navn. Den havde Izolda Izvitskaya og Oleg Strizhenov i hovedrollerne. Filmen, der er en genindspilning af filmen Træffer nr. 41 fra 1927, foregår under Den russiske borgerkrig og fortæller historien om en tragisk romance mellem en kvindelig snigskytte fra Den røde hær og en officer fra Hvide hær.
Filmen havde dansk premiere i november 1957.